# Communauté de communes du Périgord Nontronnais
Die Communauté de communes du Périgord Nontronnais ist ein französischer Gemeindeverband mit der Rechtsform einer Communauté de communes im Département Dordogne in der Region Nouvelle-Aquitaine. Sie wurde am 15. September 2016 gegründet und umfasst 28 Gemeinden. Der Verwaltungssitz befindet sich im Ort Nontron.

## Historische Entwicklung
Der Gemeindeverband entstand mit Wirkung vom 1. Januar 2017 durch die Fusion der Vorgängerorganisationen
- Communauté de communes du Haut Périgord und
- Communauté de communes du Périgord Vert Nontronnais.[3]

## Mitgliedsgemeinden
| Gemeinde                                       | Einwohner 1. Januar 2022 | Fläche km² | Dichte Einw./km² | Code INSEE | Postleitzahl |
| ---------------------------------------------- | ------------------------ | ---------- | ---------------- | ---------- | ------------ |
| Abjat-sur-Bandiat                              | 635                      | 27,62      | 23               | 24001      | 24300        |
| Augignac                                       | 825                      | 22,64      | 36               | 24016      | 24300        |
| Busserolles                                    | 505                      | 32,46      | 16               | 24070      | 24360        |
| Bussière-Badil                                 | 372                      | 19,86      | 19               | 24071      | 24360        |
| Champniers-et-Reilhac                          | 511                      | 20,40      | 25               | 24100      | 24360        |
| Champs-Romain                                  | 287                      | 20,33      | 14               | 24101      | 24470        |
| Connezac                                       | 76                       | 5,78       | 13               | 24131      | 24300        |
| Étouars                                        | 165                      | 7,83       | 21               | 24163      | 24360        |
| Hautefaye                                      | 128                      | 12,47      | 10               | 24209      | 24300        |
| Javerlhac-et-la-Chapelle-Saint-Robert          | 818                      | 29,25      | 28               | 24214      | 24300        |
| Le Bourdeix                                    | 240                      | 11,69      | 21               | 24056      | 24300        |
| Lussas-et-Nontronneau                          | 285                      | 22,35      | 13               | 24248      | 24300        |
| Milhac-de-Nontron                              | 512                      | 34,75      | 15               | 24271      | 24470        |
| Nontron                                        | 3.049                    | 24,67      | 124              | 24311      | 24300        |
| Piégut-Pluviers                                | 1.178                    | 18,11      | 65               | 24328      | 24360        |
| Saint-Barthélemy-de-Bussière                   | 215                      | 15,01      | 14               | 24381      | 24360        |
| Saint-Estèphe                                  | 584                      | 21,37      | 27               | 24398      | 24360        |
| Saint-Front-la-Rivière                         | 497                      | 17,89      | 28               | 24410      | 24300        |
| Saint-Front-sur-Nizonne                        | 166                      | 13,05      | 13               | 24411      | 24300        |
| Saint-Martial-de-Valette                       | 801                      | 15,71      | 51               | 24451      | 24300        |
| Saint-Martin-le-Pin                            | 273                      | 15,54      | 18               | 24458      | 24300        |
| Saint-Pardoux-la-Rivière                       | 1.170                    | 23,84      | 49               | 24479      | 24470        |
| Saint-Saud-Lacoussière                         | 823                      | 58,04      | 14               | 24498      | 24470        |
| Savignac-de-Nontron                            | 205                      | 9,69       | 21               | 24525      | 24300        |
| Sceau-Saint-Angel                              | 126                      | 17,49      | 7                | 24528      | 24300        |
| Soudat                                         | 102                      | 8,82       | 12               | 24541      | 24360        |
| Teyjat                                         | 279                      | 16,99      | 16               | 24548      | 24300        |
| Varaignes                                      | 357                      | 16,60      | 22               | 24565      | 24360        |
| Communauté de communes du Périgord Nontronnais | 15.184                   | 560,25     | 27               | –          | –            |